# Susanne Heynemann
Susanne Heynemann, na haar tweede huwelijk ook bekend als Susanne Gruber-Heynemann, (Zehlendorf, 19 juni 1913 – Haren, 15 februari 2009) was een Nederlands typografe en grafisch vormgeefster van Duitse afkomst. Ze werd onder meer bekend door boekomslagen die ze bij uitgeverij Querido ontwierp voor onder anderen Dola de Jong en Hella Haasse. Later werd ze verantwoordelijk voor de verzorging van schoolboeken van uitgeverij Wolters (later Wolters-Noordhoff). Heynemann wordt gezien als een van de veelzijdigste en productiefste typografen van Nederland.

## Opleiding
Heynemann werd geboren op 19 juni 1913 in het Berlijnse district Zehlendorf. Ze was de dochter van Selmar Heynemann en Margarethe Johanna Kellermann. Haar vader was joods en haar moeder was luthers. Heynemann had twee broers.
Vanaf 1930 volgde Heynemann lessen in tekenen en kalligrafie bij drukkerij Buxenstein in Berlijn. Daarnaast volgde ze een praktijkopleiding in zetten en drukprocedés bij uitgeverij Dorland op de Kurfürstendamm in Berlijn. Haar fascinatie voor het maken van boeken zette haar ertoe om boeken uit de persoonlijke bibliotheek van haar ouders te beschilderen. Naar eigen zeggen werd dit door haar ouders “nog redelijk blijmoedig ondergaan” ondanks dat “dit deel van de bibliotheek als verloren moest worden beschouwd”.
Vanaf 1935 reisde Heynemann regelmatig naar Amsterdam waar haar broer Heinz Gerhard in 1932 was gaan wonen. Nederland had een grote aantrekkingskracht op Heynemann. In Amsterdam kwam ze in aanraking met Nederlandse drukkers en ging ze aan het werk in een Amsterdamse drukkerij. Naar eigen zeggen hadden de loden letters met namen als nonparèl, galjard, cicero, augustijn en grote kánon voor haar een grote poëtische klank. In diezelfde periode ging Heynemann verder met kalligraferen en kreeg ze haar eerste opdrachten. Deze bestonden uit het maken van kalligrafische bladen en ontwerpen voor ex librissen. Ze ontwierp die onder meer voor Chris Leeflang, C.J. Asselbergs en G.M. van Wees.
Op 16 augustus 1939 huwde Heynemann in Amsterdam met de 52-jarige diamantkoopman Benjamin Lopes Cardozo. Op het moment dat ze huwde met Lopes Cardozo was Heynemann officieel nog ingeschreven als inwoonster van Berlijn. De ouders van Heynemann waren in 1939 naar Amsterdam verhuisd.

## Eerste werken

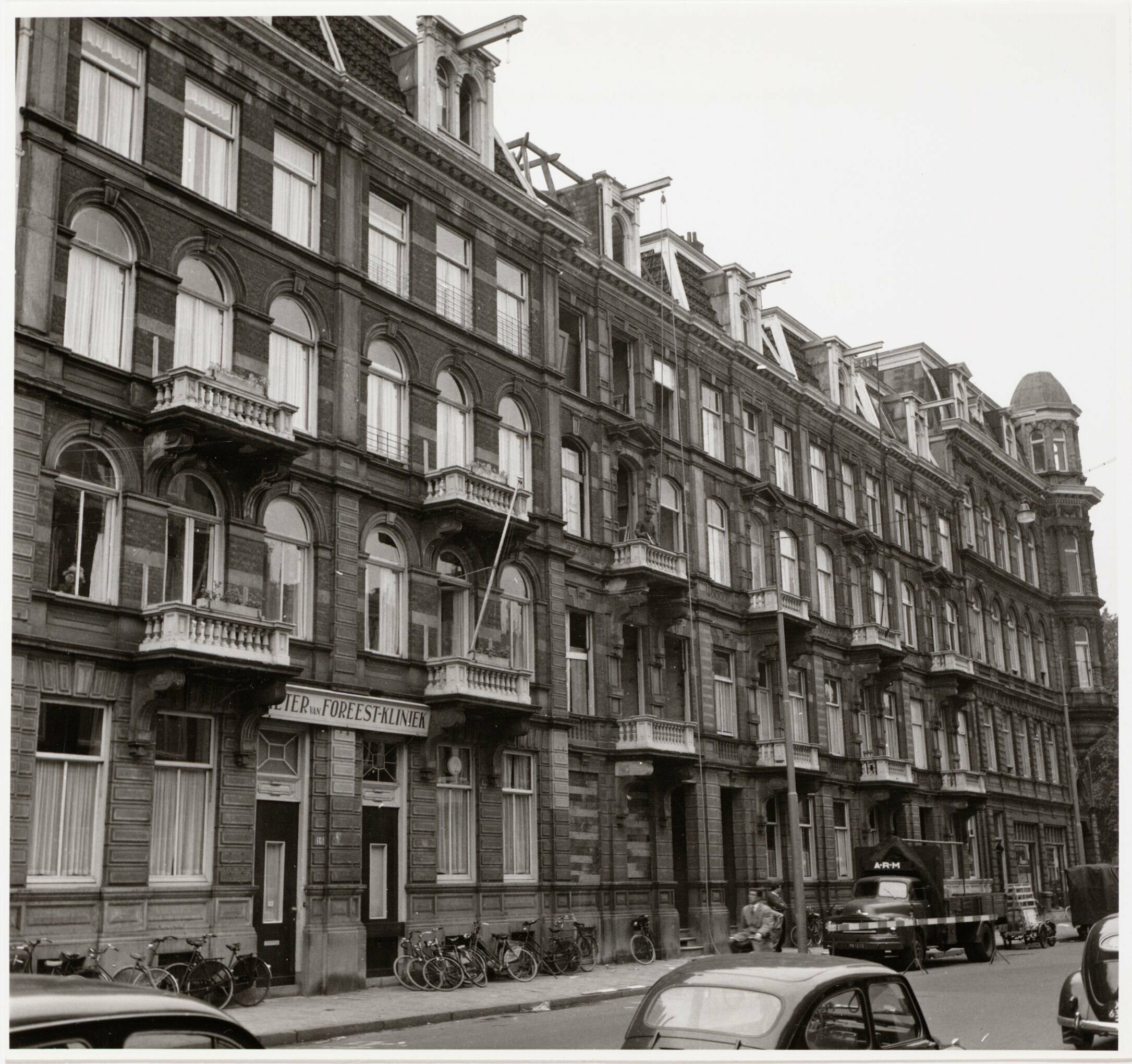
Oosteinde 16 - 14. Op nummer 16 was Tehuis Oosteinde gevestigd.

Op 3 oktober 1940 verhuisde Heynemann zonder haar echtgenoot naar Euterpestraat 130 bovenhuis in Amsterdam waar ze ging inwonen bij de Duitse gymnastieklerares Grete Voss. Het huwelijk tussen Heynemann en Lopes Cardozo werd op 31 oktober 1940 in Amsterdam ontbonden. Het huwelijk was mogelijk een schijnhuwelijk om te voorkomen dat Heynemann naar Duitsland zou worden teruggestuurd.
Gedurende de Tweede Wereldoorlog bleef Heynemann zich bezighouden met kalligrafie en raakte ze steeds meer geïnteresseerd in typografie. Bij de Openbare leeszaal aan de Keizersgracht leende ze boeken over het tekenen van letters en typografisch ontwerpen.
Tijdens de oorlog sloot Heynemann zich aan bij het verzet. Ze werkte als koerierster bij de verzetsgroep Van Dien. Bij deze verzetsgroep waren voornamelijk Duitse Joden betrokken en de groep hield zich hoofdzakelijk bezig met het verzorgen en verspreiden van illegale bladen. De verzetsgroep opereerde vanuit Kamp Westerbork en Tehuis Oosteinde in Amsterdam. Het Tehuis Oosteinde was in 1937 opgericht voor de opvang van gevluchte Duitse Joden. Hier leerde Heynemann de Duits-Joodse Max Gruber (1921-1990), haar latere echtgenoot, kennen. Gruber was samen met zijn ouders en broer in juni 1939 in Rotterdam aangekomen met het vluchtelingenschip MS St. Louis.
Ook schrijfster Rosey E. Pool was betrokken bij de verzetsgroep. Via Pool kwam Heynemann in contact met diverse boeken- en grafiekverzamelaars. Een daarvan was grafisch ontwerper Charles Nypels, die ze in 1942 in Utrecht leerde kennen. Voor Pool kalligrafeerde Heynemann in 1944 haar boek Ten Poems by Emily Dickinson. Het boek verscheen bij de clandestiene uitgeverij ‘Vijf Ponden Pers’. Bij de Vijf Ponden Pers kwam Heynemann eind 1944 in contact met typograaf en grafisch ontwerper Jan van Krimpen. Van Krimpen was een van de oprichters van de Vijf Ponden Pers. Hij gaf Heynemann advies over hoe zij het beste kon kalligraferen en hoe ze het perkament kon behandelen zodat het geschikt was om te kunnen beschrijven.

## Uitgeverij Querido
In de zomer van 1945 werd Heynemann door vertaalster Alice van Nahuys gevraagd enkele boeken voor uitgeverij Querido te verzorgen. De oprichter van uitgeverij Querido, Emanuel Querido, was in 1943 omgekomen in Sobibór en Van Nahuys had na de bevrijding de leiding over de uitgeverij overgenomen. Bij Querido ontwierp Heynemann boekenomslagen voor onder meer Hella Haasse en Dola de Jong. Voor Haasse ontwierp ze in 1945 de omslag van Stroomversnelling: “Deze verzenbundel was de eerste uitgave die ik voor Hella Haase verzorgde. Ik zei dat het mij niet mogelijk was dit omslag te ontwerpen wanneer ik niet kennis zou maken met de auteur. Wel nu, ik werd uitgenodigd naar de Van Breestraat in Amsterdam te komen, werd vriendelijk ontvangen, was diep onder de indruk en dacht: ‘Nu kan ik het omslag van de eeuw maken.’ Enfin, het was een van mijn eerste ontwerpen.”
Het logo van de Salamander pocketboekenreeks van uitgeverij Querido werd in 1949 door Heynemann gemoderniseerd. Daarnaast was Heynemann werkzaam voor uitgeverij Bermann-Fischer die een samenwerking had met Querido. De werkwijze van Heynemann werd door adjunct-directeur van Querido Reinold Kuipers omschreven als een “onorthodoxe vrijheid”. Volgens Tine van Buul, vanaf 1946 werkzaam voor Querido, was het Heynemann die sinds 1945 vele jaren een stempel drukte op de uitgaven van de uitgeverij. Heynemann bleef tot 1954 werkzaam voor uitgeverij Querido.
Uitgever Fred von Eugen, de directeur van de Amsterdamsche Boek- en Courantmaatschappij (ABC), vroeg Heynemann om een omslag te ontwerpen voor een uitgave van Het Vrije Volk naar aanleiding van de bevrijding in 1945. In 1946 en 1947 ontwierp Heynemann diverse boekomslagen voor de ABC. Door de papierschaarste en versleten linotype matrijzen was het noodzakelijk vindingrijk te zijn. Heynemann beschreef het als een “geweldige tijd”.
In 1945 ging ze in de leer bij haar mentor Charles Nypels. Tot op dat moment was Heynemann voornamelijk technisch onderlegd, maar door de verhalen van Nypels over typografie werd haar interesse in dat vakgebied verder versterkt. Naast typografie bleef Heynemann haar interesse in kalligrafie behouden. Naar eigen zeggen bleven kalligrafische elementen haar nog enige tijd in haar werk achtervolgen. Haar kalligrafiewerk is onder meer te zien in het ontwerp voor de boekomslag van Gedichten van Leo Vroman uit 1946. Aanvankelijk was Vroman weinig enthousiast over het ontwerp van Heynemann, omdat hij de elegantie van de kaligrafie niet bij zichzelf vond passen. Toen Heynemann Vroman in de jaren 1970 sprak, had hij haar het ontwerp “grootmoedig vergeven”.
Tussen 1946 en 1948 was Heynemann de assistent van letterontwerper en boekbandontwerper Henri Friedlaender. Friedlaender was net als Hyenemann voor de Tweede Wereldoorlog van Duitsland naar Nederland geëmigreerd.
In 1949 won Heynemann haar eerste prijs, de Werkman-Duwaerprijs van de stad Amsterdam, voor de typografische verzorging van Vaderland in de verte van Annie Romein-Verschoor uit 1948. Leeflang, Asselbergs en Van Wees, voor wie Heynemann voor de Tweede Wereldoorlog ex-librissen had ontworpen, hadden in juni 1945 Stichting De Roos opgericht. Voor De Roos verzorgde Heynemann tien boeken. Het eerste was Elckerlijc, in 1951.

## Werk als leerkracht en verdere verdieping

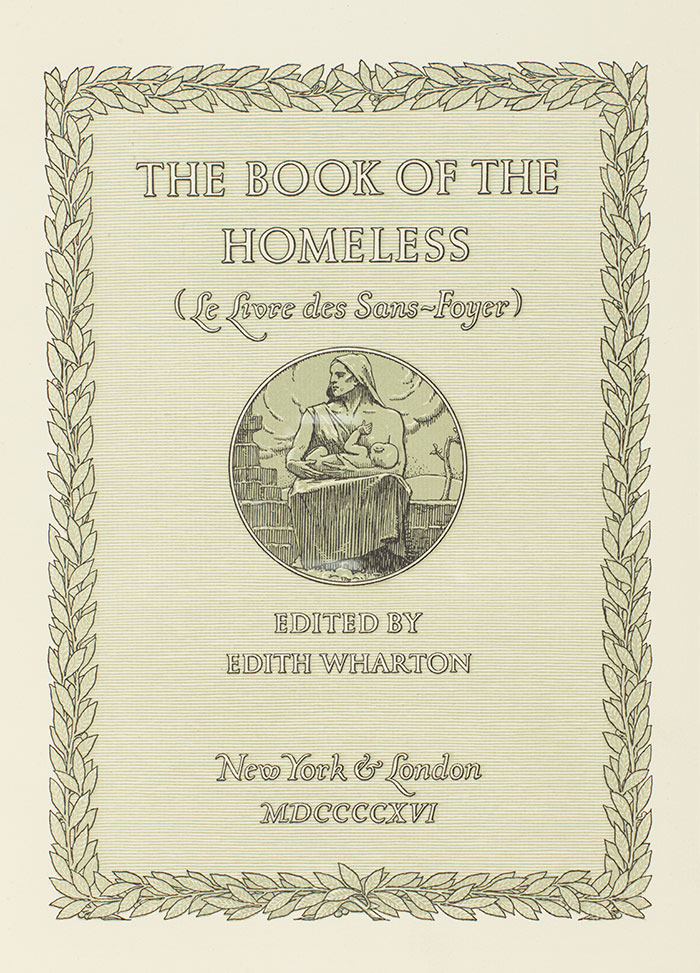
The Book of the Homeless, gedrukt door de Merrymount Press, 1916

Op 6 mei 1952 huwde Heynemann met Max Gruber. Gruber was in Indonesië benoemd tot hoogleraar biochemie en enkele weken na hun huwelijk, op 5 juli, vertrok het stel naar dat land. De reis met de Willem Ruys duurde drie weken, waardoor Heynemann naar eigen zeggen onderweg alle tijd had om ontwerpen te maken voor Querido. Vanuit iedere haven stuurde ze een nog niet afgerond ontwerp naar Amsterdam. In Indonesië gaf Heynemann les in kalligrafie en het ontwerpen van boekomslagen aan de tekenacademie ‘Akademi Seni Rupa Indonesia’ in Bandung. Daarnaast bleef ze werkzaam voor Nederlandse opdrachtgevers.
Indonesië maakte een grote indruk op Heynemann. Ze zag zowel het moderne Indonesië met universiteiten en het Bosscha-observatorium, als het oude Indië dat ze kende uit boeken van onder meer Paul Adriaan Daum, Louis Couperus en Maria Dermoût. Vlak voor haar vertrek had Heynemann voor uitgeverij Querido het boek Nog pas gisteren van Dermoût verzorgd, een geromantiseerde autobiografie over een welgesteld Nederlands gezin op Java. Voor Heynemann kreeg het verhaal van Dermoût door haar verblijf in Indonesië geur en kleur.
Vanuit Indonesië vertrok Heynemann met haar man in 1955 voor een half jaar naar de Verenigde Staten waar Gruber een onderzoeksaanstelling (‘Rockefeller Fellowship’) kreeg aan de Yale-universiteit in New Haven. Heynemann werd lid van de AIGA (American Institute of Graphic Arts) en raakte bekend met het werk van Daniel Berkeley Updike. Updike was een Amerikaanse drukker, oprichter van de Merrymount Press en historicus gespecialiseerd in typografie. Hij schreef onder meer het boek Printing Types. Their History Forms & Use: A study in survivals (1922). Updike's drukwerk staat bekend om de overzichtelijkheid, leesbaarheid en vakmanschap. Ook Heynemanns werk wordt door deze eigenschappen gekenmerkt. Heynemann omschreef de uitgaven van Updike als werken van “grote kwaliteit, vanzelfsprekende schoonheid, diepe kennis van en gevoel voor letter en ornament en de gave om van elk boek een ‘individu’ te maken, kortom: persoonlijkheid en meesterschap.” In een ‘locked room’ van de New York Public Library mocht Heynemann het werk van Updike bekijken. Volgens Heynemann voelde het, omringd door zijn werken, alsof zij vele uren met Updike had doorgebracht.

## Wolters en Wolters-Noordhoff

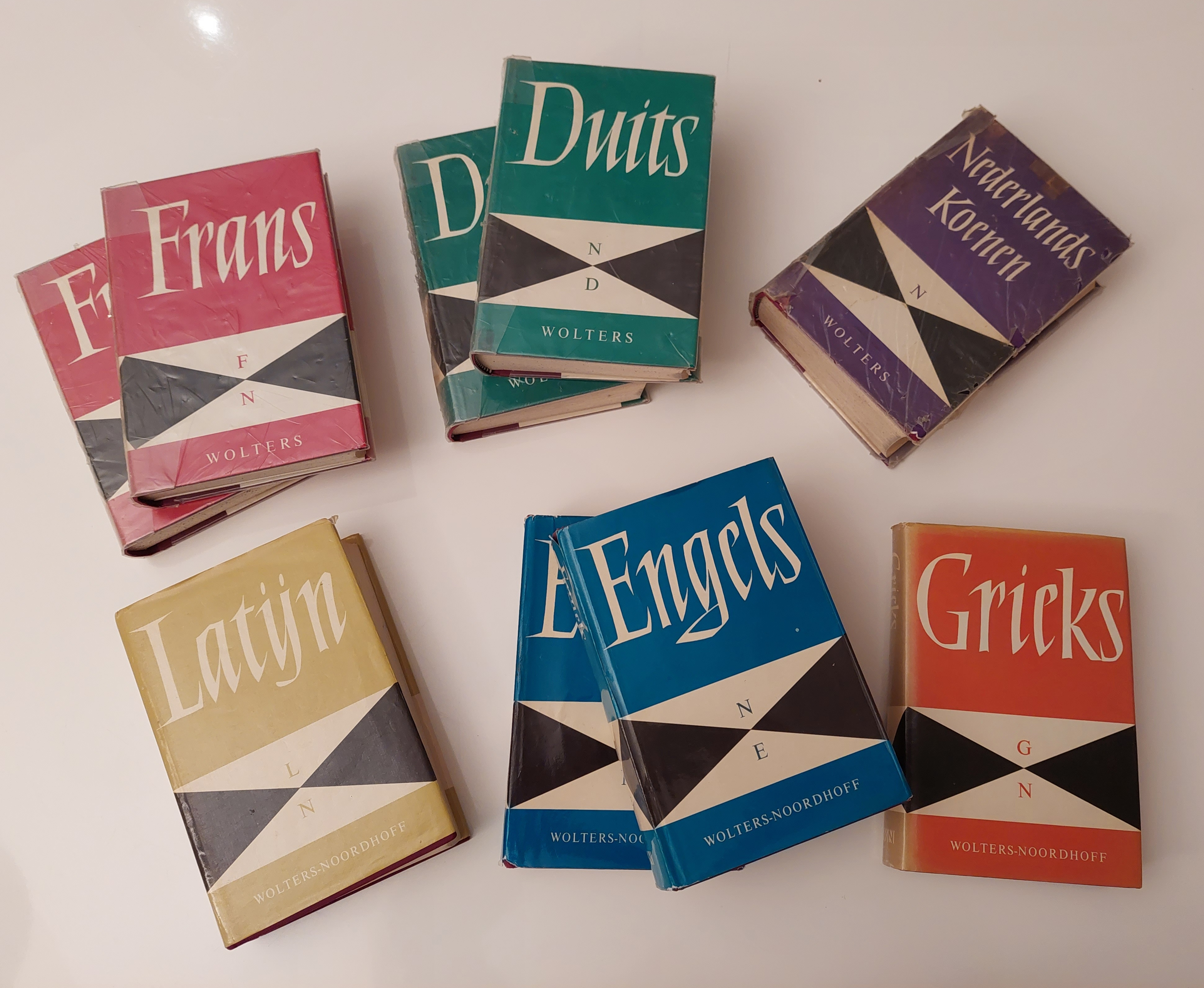
Woordenboeken Wolters-Noordhoff

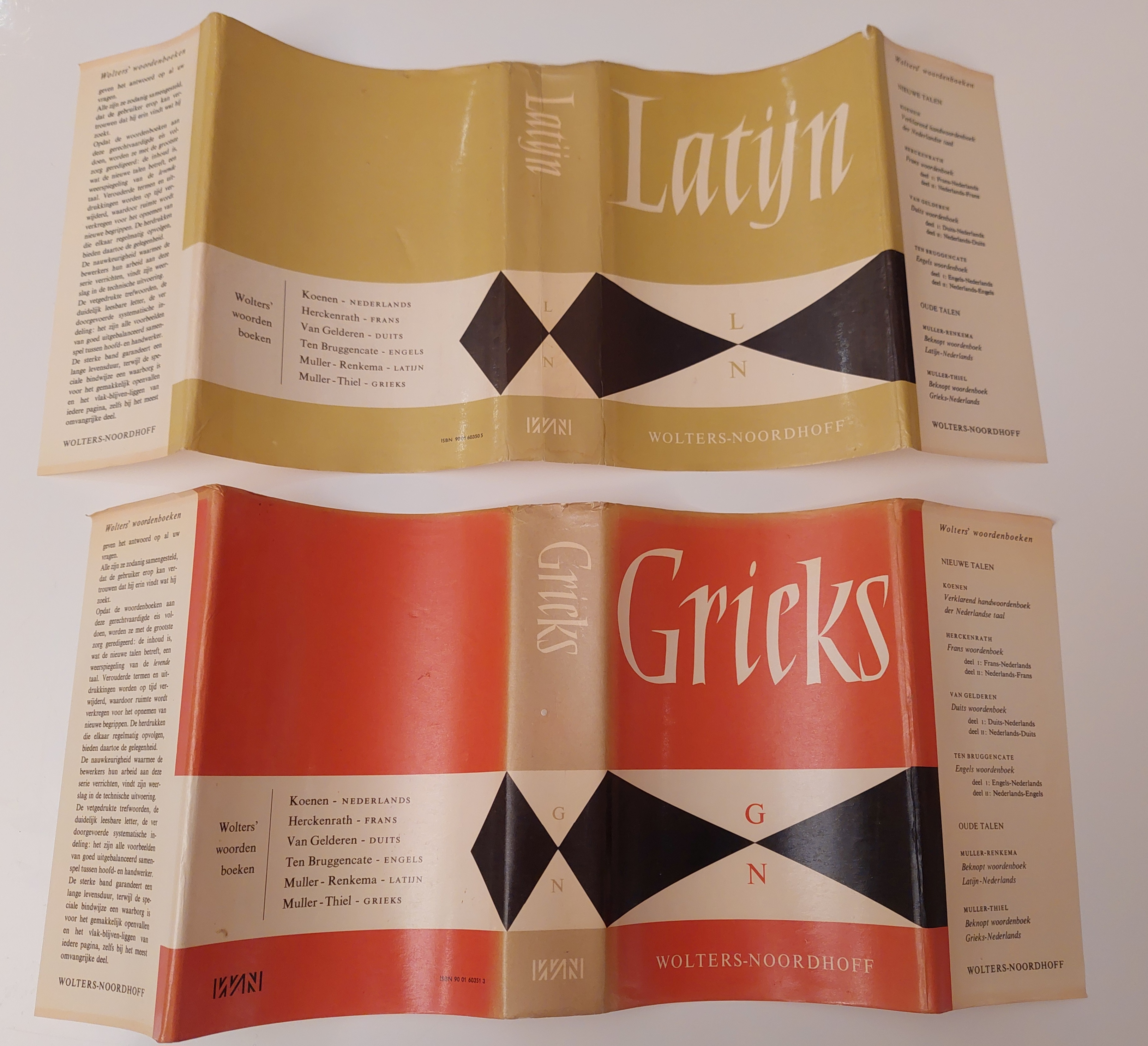
Stofomslag woordenboeken Grieks en Latijn Nederlands van Wolters-Noordhoff, ca. 1966

Heynemanns man Max Gruber was in 1954 benoemd tot hoogleraar aan de Rijksuniversiteit Groningen. Om die reden verhuisde het stel eind 1956 naar Haren. In eerste instantie vond Heynemann het lastig om haar werk in Nederland weer op te pakken. Ze had geen inspiratie en dacht “ik maak niets meer en ik kan niets meer”. Heynemann werd in de zomer van 1956 gevraagd door uitgever J.B. Wolters (later Wolters-Noordhoff) voor het ontwerpen van onder andere schoolboeken. Ondanks haar eerdere demotivatie aanvaardde ze de opdracht.
Voor Wolters maakte Heynemann onder meer ontwerpen die zij omschreef als ‘facelifts’: een bestaande uitgave waarvoor een nieuwe stofomslag werd ontworpen. Dit deed ze onder meer voor de serie woordenboeken van Wolters. Deze behielden hun roodbruine linnen banden, maar kregen een geheel vernieuwde, en zeer herkenbare, omslag waarin ze strakke vormen combineerde met sierlijke kalligrafie. Daarnaast kreeg iedere taal een eigen kleur voor de stofomslag toegewezen. Zo waren Engelse woordenboeken blauw, Franse woordenboeken rood en kregen Duitse woordenboeken de kleur groen. Volgens Jan de Groot, oud-collega van Heynemann, was het ontwerp voor de omslagen zeer opvallend: “[de stofomslagen] veroorzaakten een zo grote herkenbaarheid dat je ze, kijkend langs op de televisie geïnterviewden, gezeten voor hun boekenkast, onmiddellijk zag staan: Wolters’ woordenboeken.”
Bij Wolters werkte Heynemann samen met onder anderen M.C. Escher. Samen met hem maakte ze in 1960 een geheel nieuw ontwerp voor de 24e druk van het boek Vlakke meetkunde I, dat onderdeel was van Van Thijns wiskundige leergang. Volgens Heynemann was het boek een voorbeeld van een geslaagde facelift: “Een face-lift waarvoor ik gebruik kon maken van een tekening van M.C. Escher die hij speciaal voor dit boek maakte. Ik dacht, ik bel hem op. ‘Ja, hij wou wel, wel graag eigenlijk, want hij voelde zich meer aangetrokken tot de wiskunde dan tot beoefenaars van de beeldende kunst’. Ik ben er nog altijd blij mee en vraag mij nog af waar ik toen de moed vandaan haalde...”
De ontwerpen van Heynemann waren zo decoratief, dat ze gebruikt konden gaan worden als marketinginstrument. Boeken stonden niet meer op zichzelf, er moest ook nagedacht worden over de doelgroep waarvoor een boek gemaakt werd. Volgens Heynemann moest bij de ontwikkeling van een schoolboek gelijktijdig gekeken worden naar vormgeving, productontwikkeling en marketing.
Heynemann greep bij herdrukken waarbij ook tekstherzieningen werden doorgevoerd de kans om de boeken in hun geheel opnieuw te bekijken. Onder haar invloed werden nieuwe lettertypes, papier- en linnensoorten aan het assortiment toegevoegd. Dit leidde tot vernieuwingen die invloed hadden op het gehele aanbod van de uitgeverij. De vernieuwingen waren niet enkel esthetisch van aard, maar ook didactisch, bedoeld om de “lees- en leerbaarheid” van de boeken te verhogen. Dit werd gedaan door middel van lettergrootte en -soort, interlinie, zetbreedte en spatiëring.

### Schoolboeken

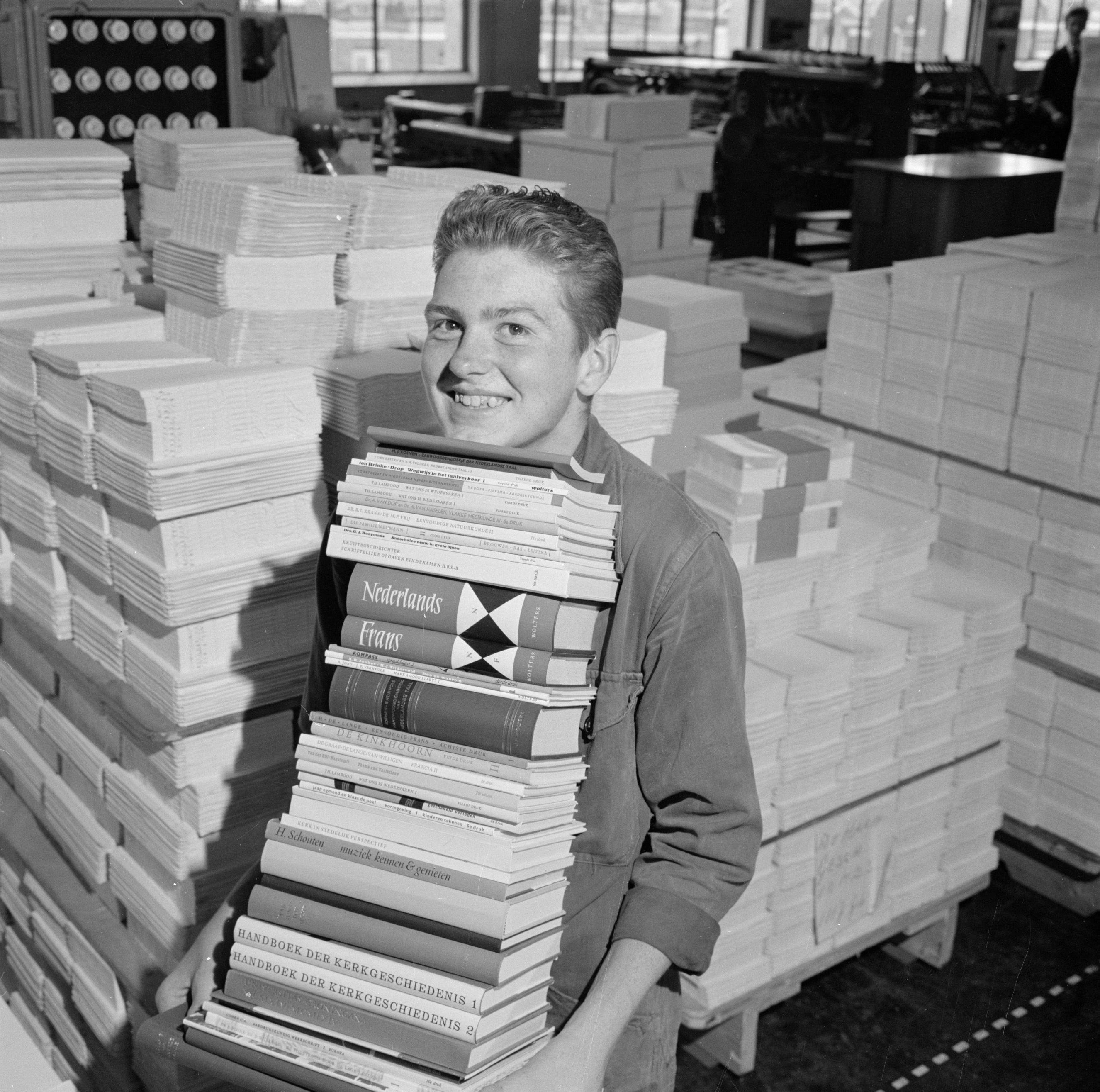
Magazijnjongen met een stapel boeken, waaronder de Wolters woordenboeken met de kenmerkende omslag met ruiten ontworpen door Heynemann (1965).

Voor alle leerjaren van het onderwijs, van het kleuteronderwijs tot universitair onderwijs, gaf Wolters schoolboeken uit. Volgens Heynemann zijn schoolboeken “boeken waaruit je goed kunt leren”. Een goed schoolboek moet volgens haar kenmerken bezitten die kennisoverdracht ondersteunen; het boek is als het ware een ‘papieren docent’. De ontwerper moet naar haar mening de goede toon voor de desbetreffende groep vinden. Als je met de doelgroep op dezelfde golflengte zit, is het maken van een ontwerp een kwestie van zenden en ontvangen.
In boeken voor meisjes aan de Nijverheidsschool werd rekenen bijvoorbeeld aangeleerd door middel van speelse tekeningen en verhaaltjes waarin hoofdpersoon Joke moet berekenen wat het inrichten van haar kamer zal kosten. Voor jongens van de technische school was er een andere aanpak nodig. De leerstof moest aan hen ‘verkocht’ worden, waartoe met succes een reclametekenaar werd ingeschakeld.
Heynemann had in haar werk speciale aandacht voor de leesbaarheid van teksten. Typerend voor haar werk is de rustige en subtiele typografie. Een typografie die alle aandacht opeist, is volgens Heynemann niet geschikt voor schoolboeken. Heynemann streefde naar een pagina die ‘vanzelf leest’.
Het belang van geletterdheid zag Heynemann met eigen ogen tijdens haar tijd in Indonesië, waar enkele beelden scherp in haar geheugen werden gegrift. Ze zag in Bali grote en kleine kinderen gehypnotiseerd kijken naar een jongen aan een tafeltje die zorgzaam letters op papier zette. Ze zag er bevoorrechte kinderen op weg naar school, zelfbewust en rechtop, zoals mensen lopen die een doel hebben. Door die beelden realiseerde ze zich dat kinderen op school leren dat letters geen onbegrijpelijke tekens zijn, maar dat je van letters woorden maakt, en van woorden zinnen en die kun je lezen. En als je kunt lezen gaan werelden voor je open, aldus Heynemann.
Voor Wolters-Noordhoff ontwikkelde ze een lettertype voor kinderen met dyslexie: “Dat is een uitgave voor kinderen die woordblind zijn; de typografie is speciaal voor hen ontworpen. En dit schoolboek ziet er opzettelijk uit als een leesboek. Die kinderen zijn achter bij hun leeftijdgenoten. Als zij "Het schateiland" uit hebben, kunnen ze zeggen: Ik heb óók een boek gelezen.”

### Vernieuwingen in het onderwijs

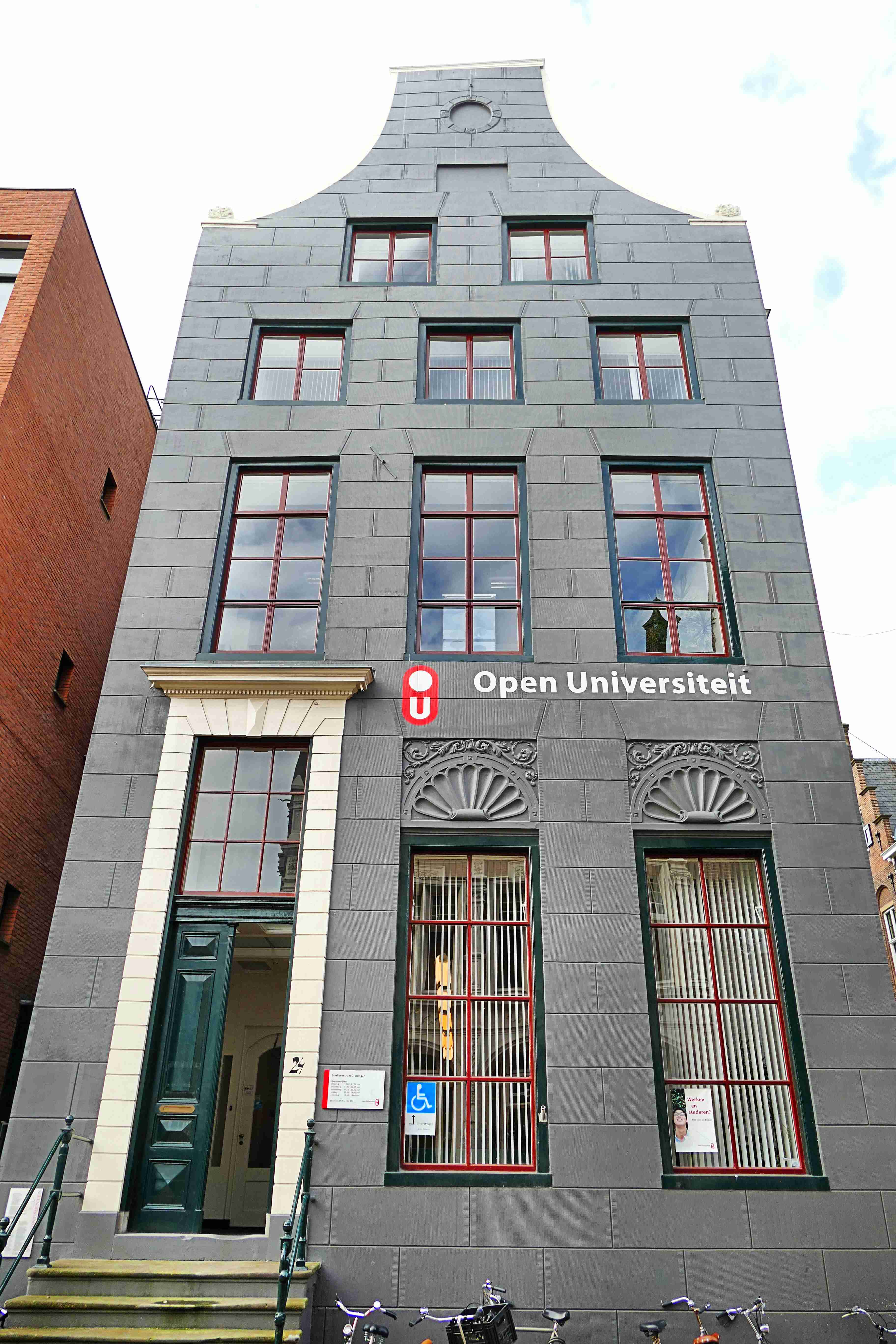
Calmershuis, Groningen. Onderdeel van het voormalig Wolters-Noordhoff Complex.

De Mammoetwet – die in 1963 werd aangenomen en in 1968 werd ingevoerd – moest er onder meer voor zorgen dat leerlingen makkelijker konden doorstromen naar een ander niveau binnen het voortgezet onderwijs. Deze doelstelling had grote gevolgen voor Wolters, omdat veel lesmateriaal om deze reden onbruikbaar werd. In totaal had de uitgeverij zo'n tien jaar de tijd om de schoolboeken te herzien of door geheel nieuwe te vervangen. Na vijf jaar, bij de invoering, moesten de boeken voor de eerste klassen van nieuwe scholen als mavo, havo en vwo klaar zijn. Ieder jaar daarna moesten de boeken voor het volgende leerjaar beschikbaar zijn, tot de lesstof voor alle klassen van het voortgezet onderwijs ontwikkeld was.
Het werk van de uitgeverij bleef niet beperkt tot herzieningen van leerboeken, Wolters bracht ook op elkaar afgestemde parallel-edities uit van docentenhandleidingen en werkboeken voor leerlingen. De laatste twee moesten voldoen aan andere, nieuwe vormgevingseisen. Om grote prijsstijgingen te voorkomen was het van belang om bij het ontwerpen voortdurend de budgetten in het oog te houden. Bij ontwerpen moesten vaak aanpassingen gedaan worden, Heynemann noemde dit ‘economische typografie’. Gedurende al die jaren hield Heynemann zich bezig met de vernieuwing van lesmateriaal.

### Fusies
In 1968 fuseerde uitgeverij Wolters met concurrent Noordhoff, waarna de uitgeverij verder ging onder de naam Wolters-Noordhoff. In de jaren daarna volgden nog enkele andere fusies, waaronder in 1972 met ICU-groep (Samsom-Sijthoff). De fusies en de veranderingen in het onderwijs hadden als gevolg dat auteursteams groter werden, er meer vakuitgevers betrokken raakten bij de samenstelling van de boeken en er meer redacties werden gevormd. Heynemann kwam hierdoor in een complex systeem van samenwerkingsrelaties terecht waarin nieuwe eisen werden gesteld, bijvoorbeeld aan sociale vaardigheid. Volgens oud-collega Jan de Groot hadden ook in dat opzicht de uitgeverijmedewerkers, auteurs en illustratoren veel waardering voor Heynemann en werkten anderen graag met haar samen.
Vanaf 1968 werden ook meer ontwerpers in dienst genomen. Bij de werving van nieuwe illustratoren voor Wolters-Noordhoff was Heynemann vaak betrokken. In de tijd dat Heynemann bij Wolters-Noordhoff werkte, werden onder meer C.A.Bantzinger, Mance Post, Carl Hollander en Jenny Dalenoord aangesteld. In haar latere jaren fungeerde Heynemann, naast de bezigheden aan de projecten die zijzelf onder haar hoede bleef houden, als coach voor nieuwe medewerkers. Bij haar adviezen putte ze uit de ‘zeven uitgangspunten voor het maken van goede leerboeken’ die ze voor zichzelf geformuleerd had en die dicht in de buurt kwamen van een complete uitgeefstrategie.

### Ontwikkelingsinstituut
Naast haar werk aan concrete schoolboeken was Heynemann ook betrokken bij het ontwikkelingsinstituut dat Wolters-Noordhoff in 1969 had opgericht waar de focus lag op nieuwe ontwerpen voor didactisch materiaal. Ze ontwierp onder meer een prototype voor geschiedenisboeken die niet meer op chronologische volgorde werden ingedeeld, maar in belangstellingskernen. Dit gaf leerlingen de mogelijkheid om op eigen tempo te werken. Om ervoor te zorgen dat het chronologisch overzicht behouden bleef, kreeg het boek een te grote kaft. Op de binnenzijde daarvan was bovenaan een tijdlijn uitgezet. Pijlen corresponderen met de bladzijde eronder met daarop de uitgewerkte lesstof.
Een andere innovatie waarvoor zij prototypes maakte was het "dubbelboek", dat bestaat uit twee boekjes, die boven of naast elkaar in een omslag zijn bevestigd. Bij een verticaal ingedeeld dubbelboek staat op de bovenste bladzijden de basisstof en op de onderste bladzijden de uitwerkingen: taken en verdiepingen, verdeeld in meerdere niveaus. Een horizontaal ingedeeld dubbelboek biedt de mogelijkheid om de bladzijden van de twee boeken in iedere gewenste combinatie tegenover elkaar te stellen. Hierdoor kon de leerling de stof leren aan de hand van een onderwerp dat hem of haar interesseerde.

### Nevenactiviteiten
Twee maal, in 1957 en 1961, was Heynemann lid van de jury die de best verzorgde boeken van het jaar daarvoor moest beoordelen. De jury was samengesteld door de commissie voor de Collectieve Propaganda van het Nederlandse Boek. De uitgekozen boeken werden tentoongesteld in het Stedelijk Museum. Heynemann werd zelf tussen 1948 en 1986 in totaal 39 keer vermeld op de lijst met ‘Best Verzorgde 50 Boeken’. In 1948 werd zij viermaal genomineerd, in 1950 negenmaal.
Naast haar werk voor Wolters-Noordhoff was Heynemann vanaf 1968 verbonden als docent boekontwerpen aan de Bibliotheek- en Documentatieacademie in Groningen. Tussen 1972 en 1972 doceerde ze boekgeschiedenis.

## Pensioen en overlijden
Heynemann werkte meer dan 25 jaar voor Wolters-Noordhoff, een periode die ze zelf omschreef als “gouden jaren”. In 1983 stopte ze op 70-jarige leeftijd met het verzorgen van schoolboeken, maar voerde ze nog wel opdrachten uit voor bibliofiele, wetenschappelijke en gelegenheidsuitgaven.
Op 12 november 1990, kort na zijn 69e verjaardag, overleed Heynemanns man Max Gruber. In 1983 was The Max Gruber Foundation opgericht die onder andere beurzen beschikbaar stelt voor onderzoek naar biochemische en celbiologische onderwerpen. Na het overlijden van Gruber werd Heynemann de voorzitster van de stichting.
Heynemann overleed op 15 februari 2009 op 95-jarige leeftijd in haar woonplaats Haren. In de laatste periode van haar leven woonde ze in zorgcentrum Huize Westerholm. In haar rouwadvertentie is haar motto “Er is geen einde aan het maken van veel boeken” te lezen. Haar archief, ontsloten door het Wim Crouwel Instituut, is ondergebracht in het 'Huis van het boek' in Den Haag. De drukpers van Heynemann werd na haar overlijden overgebracht naar het Grafisch Museum in Groningen.

## Prijzen, werken, tentoonstellingen

### Prijzen
- Werkman-Duwaerprijs (1949), voor de typografische verzorging van het boek ‘Vaderland in de verte’ van Annie Romein-Verschoor (1948)[27]
- Nederlandse Staatsprijs (1951), voor de typografische verzorging van het boek ‘Volcmar de Ommelandvaarder’ van Aar van de Werfhorst[56][57]
- In totaal 39 vermeldingen in lijst met de ‘Best Verzorgde 50 Boeken’ (1948-1986)[6]

### Werken (selectie)
- Boekverzorging Ten Poems by Emily Dickinson (1944), Rosey E. Pool, Vijf Ponden Pers
- Boekverzorging Stroomversnelling (1945), Hella Haase, uitgeverij Querido
- Boekverzorging En de akker is de wereld (1947), Dola de Jong, uitgeverij Querido
- Boekverzorging Het woud der verwachting (1949), Hella Haase, uitgeverij Querido
- Boekverzorging De verborgen bron (1950), Hella Haase, uitgeverij Querido
- Boekverzorging De scharlaken stad (1952), Hella Haase, uitgeverij Querido
- Vernieuwing beeldmerk Salamanderpockets, uitgeverij Querido (1949)
- Boekverzorging Vlakke meetkunde I (1960), Van Thijns wiskundige leergang, in samenwerking met M.C. Escher, uitgeverij J.B. Wolters
- Boekomslagen diverse woordenboeken, uitgeverij Wolters-Noordhoff
- Boekverzorging diverse schoolboeken, uitgeverij Wolters-Noordhoff
- Plaquette voor het Paleis van Justitie te Arnhem (1963)

### Tentoonstellingen
Een overzicht van tentoonstellingen waar werk van Heynemann is geëxposeerd. Tentoonstellingen in het Stedelijk Museum naar aanleiding van de ‘Best Verzorgde 50 Boeken’ zijn hier niet opgenomen.
- Overzichtstentoonstelling voor het 10-jarig jubileum van Stichting De Roos (Centraal Museum Utrecht, 1956)[29]
- Overzichtstentoonstelling '40 jaar Stichting De Roos’ (Singer Museum Laren, 1986)[58]
- 'Grafici in ballingschap' (Universiteitsbibliotheek van Amsterdam, 1997)[59]
- ‘Susanne Gruber-Heynemann - Text Design & Typografie’ (Museum Meermanno-Westreenianum en Universiteitsbibliotheek Groningen, 1998)[60][45]

## Trivia
- Heynemann ontwierp de omslag van het boek En de akker is de wereld (1947) van Dola de Jong. Toen het boek in 2015 opnieuw werd uitgegeven door uitgeverij Cossee werd het originele ontwerp van de omslag behouden.[18]
- In 2022 werd het kalligrafieschrift dat Heynemann in 1944 gebruikte voor Ten Poems by Emily Dickinson voor een project aan het Plantin Instituut voor Typografie (onderdeel van Museum Plantin-Moretus) in een nieuw jasje gestoken. Het lettertype kreeg de naam 'Heynemann'.[61][62]